# Coupe de France de cyclisme sur route 2008
La Coupe de France de cyclisme sur route 2008 est la 17e édition de la Coupe de France de cyclisme sur route.
La compétition débute le 24 février avec le Tour du Haut-Var et se termine le 9 octobre avec Paris-Bourges.
Le Français Sébastien Chavanel de l'équipe française La Française des jeux est le champion sortant.
Pour cette nouvelle édition, la Route Adélie disparaît de la Coupe de France ce qui porte le nombre d'épreuve à 14.
Le vainqueur de cette édition est le Français Jérôme Pineau de l'équipe française Bouygues Telecom.

## Résultats
La liste des courses composant la compétition et le podium de chacune d'entre elles sont les suivants :
| 24 fév.  | Tour du Haut-Var                 | Davide Rebellin      | Rinaldo Nocentini   | Alexandre Botcharov   | Rinaldo Nocentini |
| 23 mars  | Cholet-Pays de la Loire          | Janek Tombak         | Bert De Waele       | Émilien-Benoît Bergès | Rinaldo Nocentini |
| 6 avr.   | Grand Prix de la ville de Rennes | Mikhaylo Khalilov    | Sébastien Chavanel  | Jimmy Casper          | Jimmy Casper      |
| 15 avr.  | Paris-Camembert                  | Alejandro Valverde   | Jérôme Pineau       | Benoît Vaugrenard     | Jérôme Pineau     |
| 17 avr.  | Grand Prix de Denain             | Edvald Boasson Hagen | Jimmy Casper        | Jimmy Engoulvent      | Jimmy Casper      |
| 19 avr.  | Tour du Finistère                | David Le Lay         | Aleksejs Saramotins | Rémi Pauriol          | Jimmy Casper      |
| 20 avr.  | Tro Bro Leon                     | Frédéric Guesdon     | Maxim Gourov        | Julien Belgy          | Jimmy Casper      |
| 4 mai    | Trophée des grimpeurs            | David Le Lay         | Steve Chainel       | Gianni Meersman       | David Le Lay      |
| 31 mai   | Grand Prix de Plumelec-Morbihan  | Thomas Voeckler      | Cyril Gautier       | Gianni Meersman       | David Le Lay      |
| 3 août   | Polynormande                     | Arnaud Gérard        | Jérôme Pineau       | Sandy Casar           | Jérôme Pineau     |
| 31 août  | Châteauroux Classic de l'Indre   | Anthony Ravard       | Steve Chainel       | Romain Feillu         | Jérôme Pineau     |
| 21 sept. | Grand Prix d'Isbergues           | William Bonnet       | Wesley Sulzberger   | Chris Anker Sørensen  | Jérôme Pineau     |
| 5 oct.   | Tour de Vendée                   | Koldo Fernández      | Kristof Goddaert    | Anthony Geslin        | Jérôme Pineau     |
| 9 oct.   | Paris–Bourges                    | Bernhard Eisel       | Cédric Pineau       | Anthony Charteau      | Jérôme Pineau     |

## Classements

### Individuel
Le classement général final est le suivant :
| Classement par points | Classement par points | Classement par points | Classement par points | Classement par points |
| Coureur               | Coureur               | Pays                  | Équipe                | Points                |
| --------------------- | --------------------- | --------------------- | --------------------- | --------------------- |
| 1er                   | Jérôme Pineau         | France                | Bouygues Telecom      | 148 pts               |
| 2e                    | David Le Lay          | France                | Bretagne-Armor Lux    | 114 pts               |
| 3e                    | Frédéric Guesdon      | France                | La Française des jeux | 96 pts                |
| 4e                    | Thomas Voeckler       | France                | Bouygues Telecom      | 78 pts                |
| 5e                    | Anthony Ravard        | France                | Agritubel             | 76 pts                |
| 6e                    | Steve Chainel         | France                | Auber 93              | 75 pts                |
| 7e                    | Jimmy Casper          | France                | Agritubel             | 74 pts                |
| 8e                    | Cyril Gautier         | France                | Bretagne-Armor Lux    | 65 pts                |
| 9e                    | Gianni Meersman       | Belgique              | La Française des jeux | 53 pts                |
| 10e                   | William Bonnet        | France                | Crédit Agricole       | 50 pts                |

### Par équipe
Le classement général final de la meilleure équipe est le suivant.
| Classement par équipes aux points | Classement par équipes aux points | Classement par équipes aux points | Classement par équipes aux points |
| Équipe                            | Équipe                            | Pays                              | Points                            |
| --------------------------------- | --------------------------------- | --------------------------------- | --------------------------------- |
| 1re                               | La Française des jeux             | France                            | 103 pts                           |
| 2e                                | Bouygues Telecom                  | France                            | 98 pts                            |
| 3e                                | Agritubel                         | France                            | 93 pts                            |
| 4e                                | Crédit agricole                   | France                            | 82 pts                            |
| 5e                                | Bretagne-Armor Lux                | France                            | 70 pts                            |
| 6e                                | Auber 93                          | France                            | 62 pts                            |
| 7e                                | Cofidis-Le Crédit par Téléphone   | France                            | 52 pts                            |
| 8e                                | AG2R-La Mondiale                  | France                            | 47 pts                            |
| 9e                                | Roubaix Lille Métropole           | France                            | 42 pts                            |

### Jeunes
| Classement du meilleur jeune | Classement du meilleur jeune | Classement du meilleur jeune | Classement du meilleur jeune | Classement du meilleur jeune |
| Coureur                      | Coureur                      | Pays                         | Équipe                       | Points                       |
| ---------------------------- | ---------------------------- | ---------------------------- | ---------------------------- | ---------------------------- |
| 1er                          | Anthony Ravard               | France                       | Agritubel                    | 76 pts                       |